# Liste der Beiträge für den besten fremdsprachigen Film für die Oscarverleihung 1990
Die folgenden 37 Filme, alle aus verschiedenen Ländern, waren Vorschläge in der Kategorie Bester fremdsprachiger Film für die Oscarverleihung 1990. Die hervorgehobenen Titel waren die fünf letztendlich nominierten Filme, welche aus den Ländern Dänemark, Frankreich, Italien, Kanada und Puerto Rico stammen. Der Oscar ging an Cinema Paradiso, welcher Italien repräsentierte.
Zum ersten Mal wurde jeweils ein Vorschlag aus Puerto Rico und Südafrika eingereicht.

## Beiträge
| Land                | Deutscher Verleihtitel     | Sprache(n)                                      | Originaltitel                          | Regisseur(e)         | Ergebnis        |
| ------------------- | -------------------------- | ----------------------------------------------- | -------------------------------------- | -------------------- | --------------- |
| Argentinien         | La Amiga – Die Freundin    | Spanisch, Deutsch                               | La amiga                               | Jeanine Meerapfel    | Nicht Nominiert |
| Belgien             | Das Sakrament              | Niederländisch                                  | Het Sacrament                          | Hugo Claus           | Nicht Nominiert |
| Brasilien           | Aussicht auf bessere Tage  | Portugiesisch                                   | Dias Melhores Virão                    | Carlos Diegues       | Nicht Nominiert |
| Bulgarien           | Zeit der Gewalt            | Bulgarisch                                      | Време на насилие (Zeit der Gewalt)     | Ludmil Staikov       | Nicht Nominiert |
| Burkina Faso        | Yaaba – Großmutter         | Mòoré                                           | Yaaba                                  | Idrissa Ouédraogo    | Nicht Nominiert |
| Volksrepublik China | Die Gründungszeremonie     | Mandarin                                        | 开国大典 (Kaiguo dadian)               | Qiankuan Li          | Nicht Nominiert |
| Dänemark            | Tanzen mit Regitze         | Dänisch                                         | Danser med Regitze                     | Kaspar Rostrup       | Nominiert       |
| BR Deutschland      | Das Spinnennetz            | Deutsch                                         | Das Spinnenetz                         | Bernhard Wicki       | Nicht Nominiert |
| Frankreich          | Camille Claudel            | Französisch                                     | Camille Claudel                        | Bruno Nuytten        | Nominiert       |
| Griechenland        | Landschaft im Nebel        | Griechisch                                      | Τοπίο στην ομίχλη (Topio stin omichli) | Theo Angelopoulos    | Nicht Nominiert |
| Hongkong            | Leben hinter Masken        | Kantonesisch                                    | 七小福 (Qi xiao fu)                    | Alex Law             | Nicht Nominiert |
| Indien              | Parinda                    | Hindi                                           | परिंदा (Parinda)                          | Vidhu Vinod Chopra   | Nicht Nominiert |
| Indonesien          | Tjoet Nja' Dhien           | Indonesisch                                     | Tjoet Nja' Dhien                       | Eros Djarot          | Nicht Nominiert |
| Island              | Am Gletscher               | Isländisch                                      | Kristnihald undir jökli                | Guðný Halldórsdóttir | Nicht Nominiert |
| Israel              | Ehad Mishelanu             | Hebräisch                                       | אחד משלנו (Ehd Mishelanu)              | Uri Barbash          | Nicht Nominiert |
| Italien             | Cinema Paradiso            | Italienisch                                     | Nuovo Cinema Paradiso                  | Giuseppe Tornatore   | Gewonnen        |
| Japan               | Rikyu, der Teemeister      | Japanisch                                       | 利休 (Rikyu)                           | Hiroshi Teshigahara  | Nicht Nominiert |
| Jugoslawien         | Die Zeit der Zigeuner      | Romanes, Serbisch                               | Дом за вешање (Dom za vešanje)         | Emir Kusturica       | Nicht Nominiert |
| Kanada              | Jesus von Montreal         | Französisch                                     | Jésus de Montréal                      | Denys Arcand         | Nominiert       |
| Kuba                | Nebenrollen                | Spanisch                                        | Papeles secundarios                    | Orlando Rojas        | Nicht Nominiert |
| Niederlande         | Leas Hochzeit              | Niederländisch                                  | Leedvermaak                            | Frans Weisz          | Nicht Nominiert |
| Norwegen            | Eine Handvoll Zeit         | Norwegisch                                      | En håndfull tid                        | Martin Asphaug       | Nicht Nominiert |
| Österreich          | Der siebente Kontinent     | Deutsch                                         | Der Siebente Kontinent                 | Michael Haneke       | Nicht Nominiert |
| Polen               | Kornblumenblau             | Polnisch                                        | Kornblumenblau                         | Leszek Wosiewicz     | Nicht Nominiert |
| Portugal            | Die Kannibalen             | Portugiesisch                                   | Os Canibais                            | Manoel de Oliveira   | Nicht Nominiert |
| Puerto Rico         | Don Santiagos späte Liebe  | Spanisch                                        | Lo que le pasó a Santiago              | Jacobo Morales       | Nominiert       |
| Rumänien            | Cei care plătesc cu viaţa  | Rumänisch                                       | Cei care plătesc cu viaţa              | Șerban Marinescu     | Nicht Nominiert |
| Schweden            | Frauen auf dem Dach        | Schwedisch                                      | Kvinnor på taket                       | Carl-Gustav Nykvist  | Nicht Nominiert |
| Schweiz             | Mein liebstes Thema        | Französisch                                     | Mon cher sujet                         | Anne-Marie Miéville  | Nicht Nominiert |
| Sowjetunion         | Zero City                  | Russisch                                        | Город Зеро (Gorod Zero)                | Karen Shakhnazarov   | Nicht Nominiert |
| Spanien             | Montoyas y Tarantos        | Spanisch                                        | Montoyas y Tarantos                    | Vicente Escrivá      | Nicht Nominiert |
| Südafrika           | Mapantsula                 | IsiZulu                                         | Mapantsula                             | Oliver Schmitz       | Nicht Nominiert |
| Taiwan              | Eine Stadt der Traurigkeit | Japanisch, Kantonesisch, Mandarin, Shanghaiisch | 悲情城市 (bēiqíng chéngshì)            | Hou Hsiao-Hsien      | Nicht Nominiert |
| Thailand            | Die Rache des Elefanten    | Thailändisch                                    | คนเลี้ยงช้าง (Khon liang chang)           | Chatrichalerm Yukol  | Nicht Nominiert |
| Tschechoslowakei    | Einmal hin, einmal her     | Tschechisch                                     | Kopytem sem, kopytem tam               | Věra Chytilová       | Nicht Nominiert |
| Türkei              | Laßt den Drachen fliegen   | Türkisch                                        | Uçurtmayi Vurmasinlar                  | Tunç Başaran         | Nicht Nominiert |
| Ungarn              | Mein 20. Jahrhundert       | Ungarisch                                       | Az Én XX. századom                     | Ildikó Enyedi        | Nicht Nominiert |